# Morocco Tennis Tour Kenitra 2013
Il Morocco Tennis Tour - Kenitra 2013 è stato un torneo di tennis facente parte della categoria ATP Challenger Tour nell'ambito dell'ATP Challenger Tour 2013. È stata la 1ª edizione del torneo che si è giocata a Kenitra in Marocco dal 16 al 22 settembre 2013 su campi in terra rossa e aveva un montepremi di €30,000+H.

## Partecipanti singolare

### Teste di serie
| Nazionalità | Giocatore           | Ranking* | Testa di serie |
| ----------- | ------------------- | -------- | -------------- |
| Russia      | Tejmuraz Gabašvili  | 126      | 1              |
| Austria     | Dominic Thiem       | 166      | 2              |
| Italia      | Thomas Fabbiano     | 167      | 3              |
| Francia     | David Guez          | 170      | 4              |
| Francia     | Lucas Pouille       | 202      | 5              |
| Germania    | Cedrik-Marcel Stebe | 206      | 6              |
| Slovenia    | Blaž Rola           | 208      | 7              |
| Austria     | Gerald Melzer       | 211      | 8              |

- Ranking al 9 settembre 2013.

### Altri partecipanti
Giocatori che hanno ricevuto una wild card:
- Yassine Idmbarek
- Mehdi Jdi
- Hicham Khaddari
- Younes Rachidi

Giocatori che sono passati dalle qualificazioni:
- Kimmer Coppejans
- Roberto Marcora
- Alexander Rumyantsev
- Alexander Ward
- Alexis Musialek (lucky loser)

Giocatori che hanno ricevuto un entry con un protected ranking:
- Laurent Rochette

## Vincitori

### Singolare
Dominic Thiem ha vinto in finale  Tejmuraz Gabašvili che si è ritirato sul punteggio di 7–6(4), 5–1.

### Doppio
Gerard Granollers Pujol /  Jordi Samper-Montana hanno battuto in finale  Tarō Daniel /  Alexander Rumyantsev con il punteggio di 6–4, 6–4.